# Olivia Safe

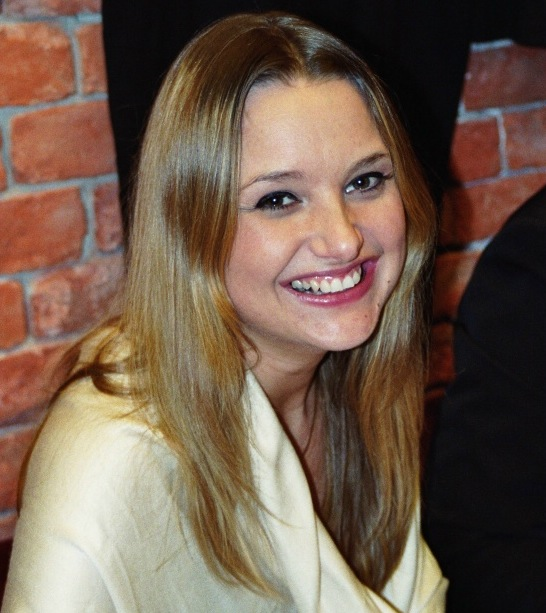
Olivia Safe

Olivia Safe (* 4. März 1982 in Birmingham) ist eine britische Opernsängerin (Sopran).

## Leben
Olivia stammt aus Birmingham/Vereinigtes Königreich und studierte Gesang an der „Wells Cathedral School of Music“ und bei Johanna Peters an der „Guildhall School of Music and Drama“. Bereits während ihrer Ausbildung trat sie als Solo-Sopranistin unter anderem an der „Bristol Colston Hall“ sowie der „Symphony Hall“ in Birmingham auf und arbeitete mit dem „BBC Symphony Orchestra“. Olivia Safe wurde zudem ausgewählt, vor dem Prince of Wales anlässlich seines Besuchs in Wells aufzutreten. Zahlreiche Auszeichnungen begleiten ihre noch junge Karriere: Gewinnerin des „Taunton and Somerset Festivals“, Gewinnerin des „Trowbridge Festivals“ und Gewinnerin aller Kategorien beim „Cheltenham Festival“. Olivia Safes Engagement bei „Das Phantom der Oper“ in Hamburg war ihr Debüt als Musicaldarstellerin. Sie spielte dort im Alter von 19 Jahren die „Christine“ und war damit im „Phantom“ die jüngste Hauptdarstellerin aller Zeiten. Im Frühjahr 2007, wie auch schon 2006 als Gast der B.-C.-Tour „Meines Herzens Wahrheit“, trat sie mit Björn Casapietra, den sie in Hamburg bei „Das Phantom der Oper“ kennenlernte, bei seiner Deutschland-Tournee „Serenata d’Amore - Lieder der Sehnsucht“ auf. Im Frühjahr 2008 begleitete sie Björn Casapietra erneut auf seiner Deutschland-Tour „Verführung Live - die Tour ’08“.